# Costantino Aspiete
Costantino Aspiete (in greco Κωνσταντῖνος Ἀσπιέτης?; fl. XII-XIII secolo) è stato un generale bizantino.
Era un membro della famiglia Aspiete, di nobili origini armene, Costantino era probabilmente un parente stretto del suo contemporaneo Michele Aspiete, illustre generale ucciso nel 1176. Come il suo parente, anche Costantino si era distinto durante la campagna di Manuele I Comneno contro gli Ungari nel 1167. Lo storico Giovanni Cinnamo riporta che aveva il rango di sebastos. Si ricorda poi che fu attivo nel 1190-1191, durante gli interventi bizantini per sopprimere la rivolta bulgaro-valacca dei fratelli Pietro e Ivan Asen I. Lo storico Niceta Coniata racconta che, nel tentativo di sostenere le truppe e di sollevarne il morale, Aspiete decise di distribuire loro gli stipendi annuali arretrati. Questo atto, tuttavia, fece infuriare l'imperatore Isacco II Angelo, che vi vide quasi un tentativo di corrompere l'esercito per sostenere Aspiete nel rovesciarlo. L'imperatore fece arrestare e accecare Aspiete, dopodiché non si sa più nulla di lui. Probabilmente morì nei primi anni del XIII secolo.